# Isuzu Giga
Isuzu Giga / Isuzu C-Серії / Isuzu E-Серії — це вантажні автомобілі, що виробляються компанією Isuzu з 1994 року.
За межами Японії серія вантажних автомобілів називається відповідно "C" та "E", що означає відповідно - Comfort та Economic.

## Перше покоління

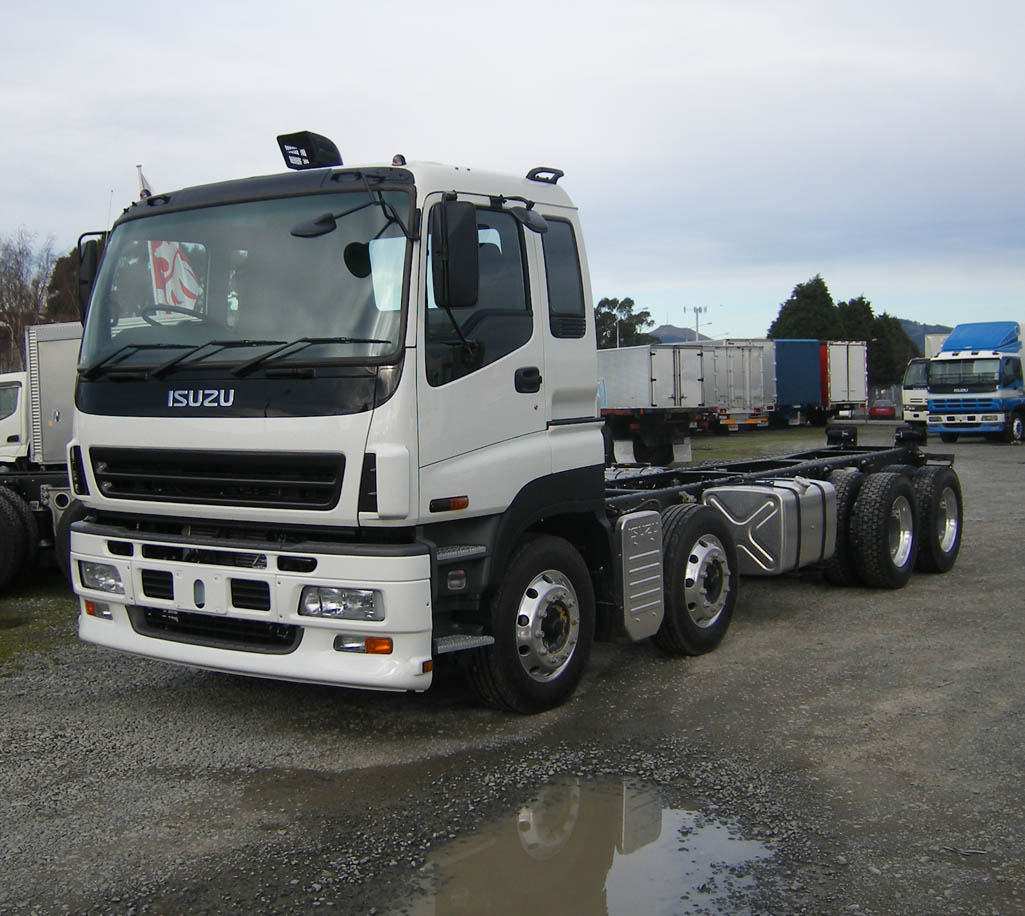
Isuzu Giga І (1994-2007)

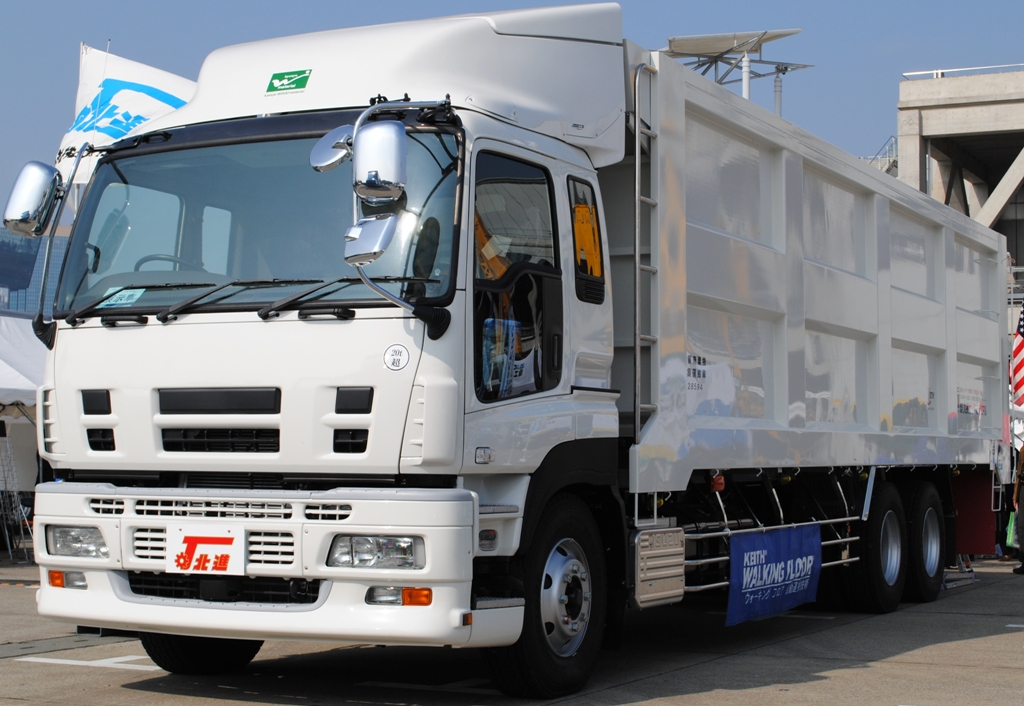
Isuzu Giga (2007-2010)

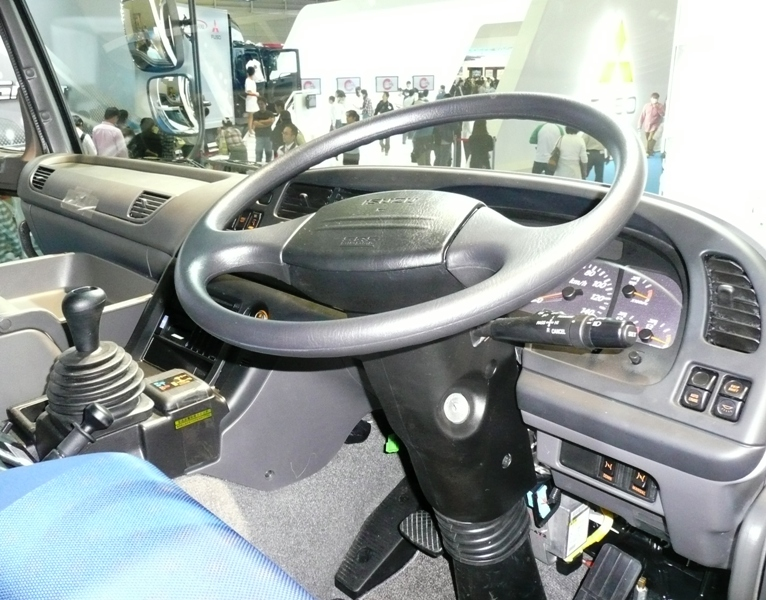
Кабіна Isuzu Giga

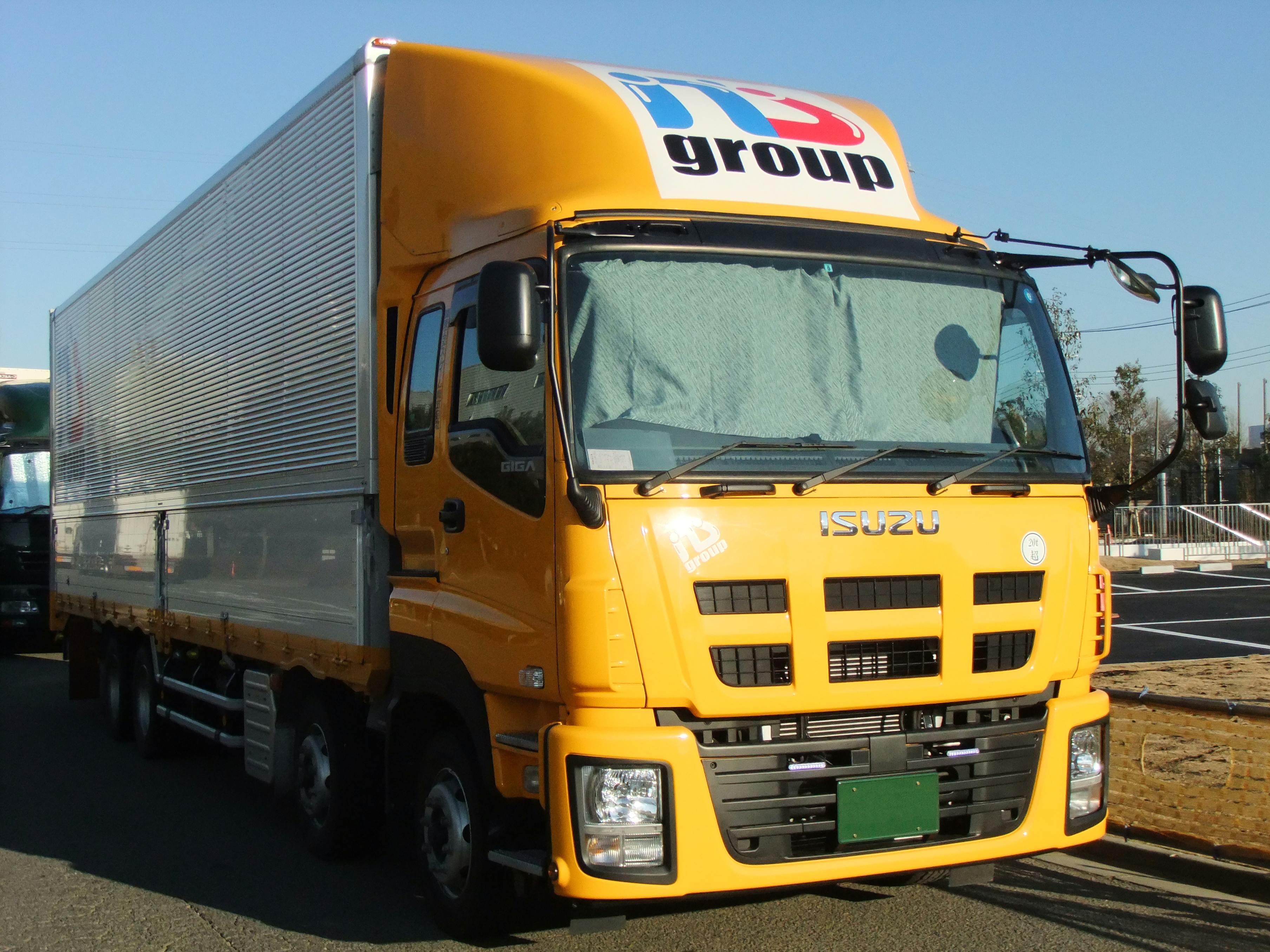
Isuzu Giga (2010-2015)

В 1994 році на заміну Isuzu 810 прийшла Isuzu Giga першого покоління. В порівнянні з попередником модель отримала нову кабіну та оснащення.

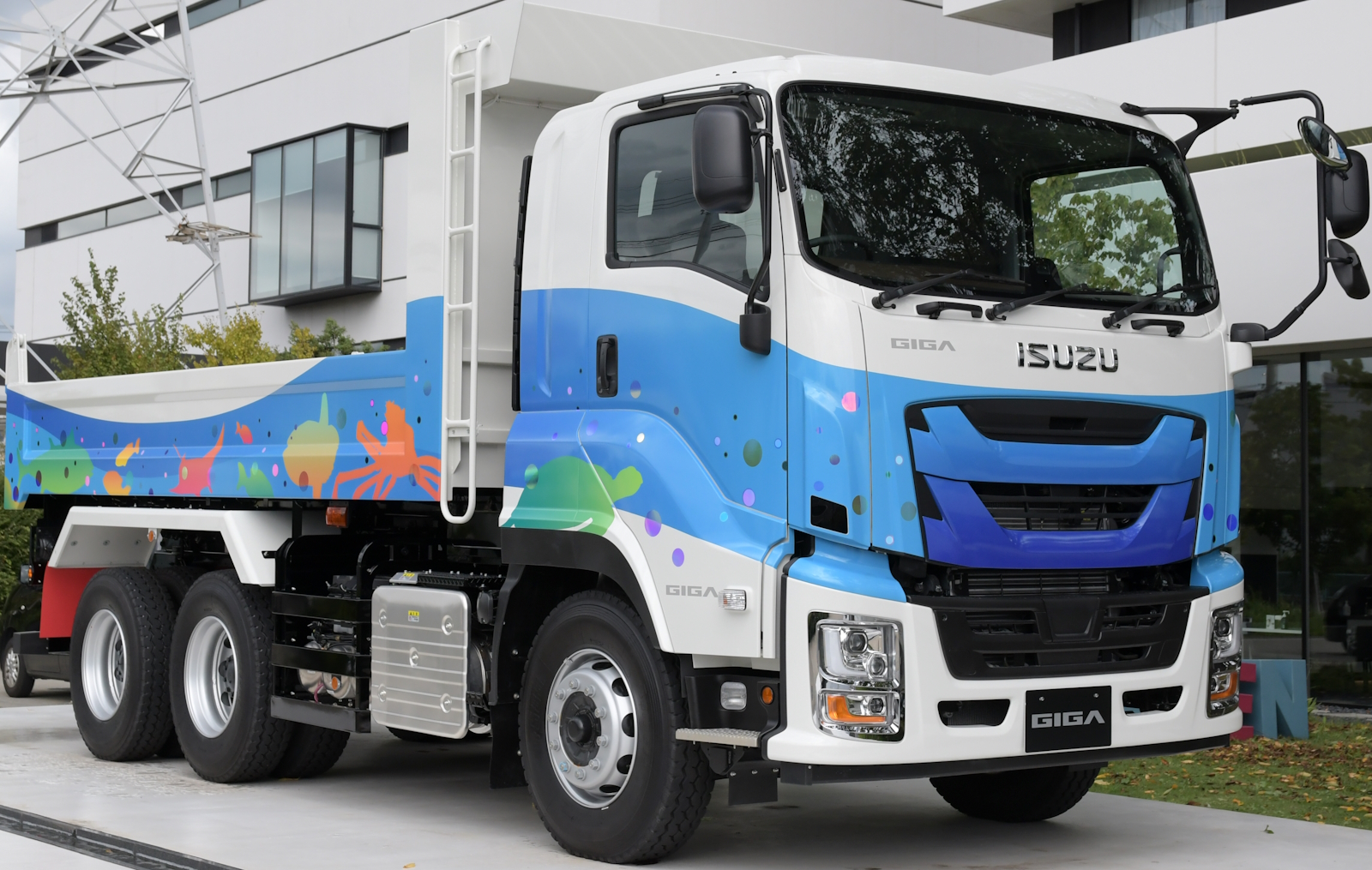
Isuzu Giga ІІ (з 2015)

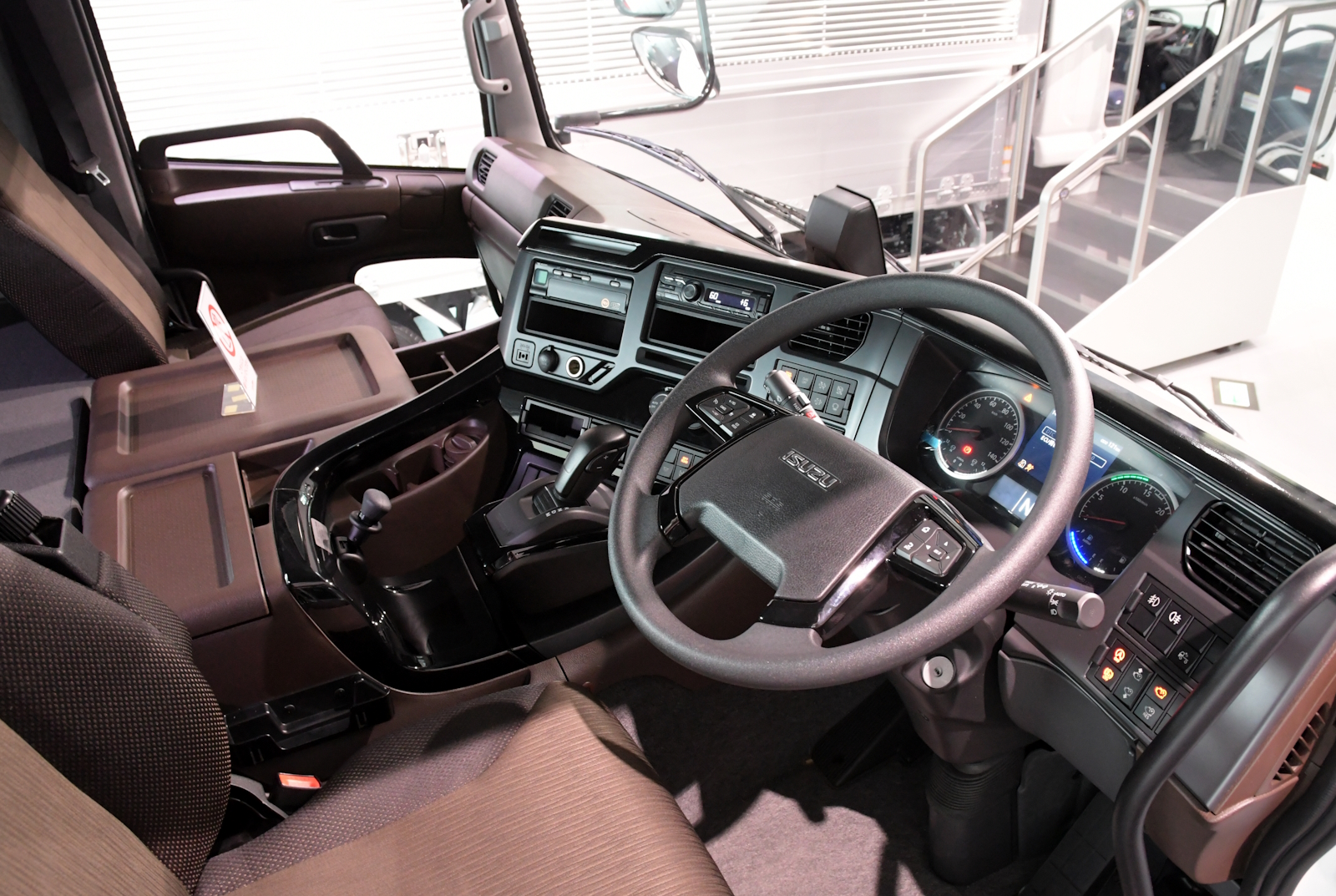
Кабіна Isuzu Giga ІІ

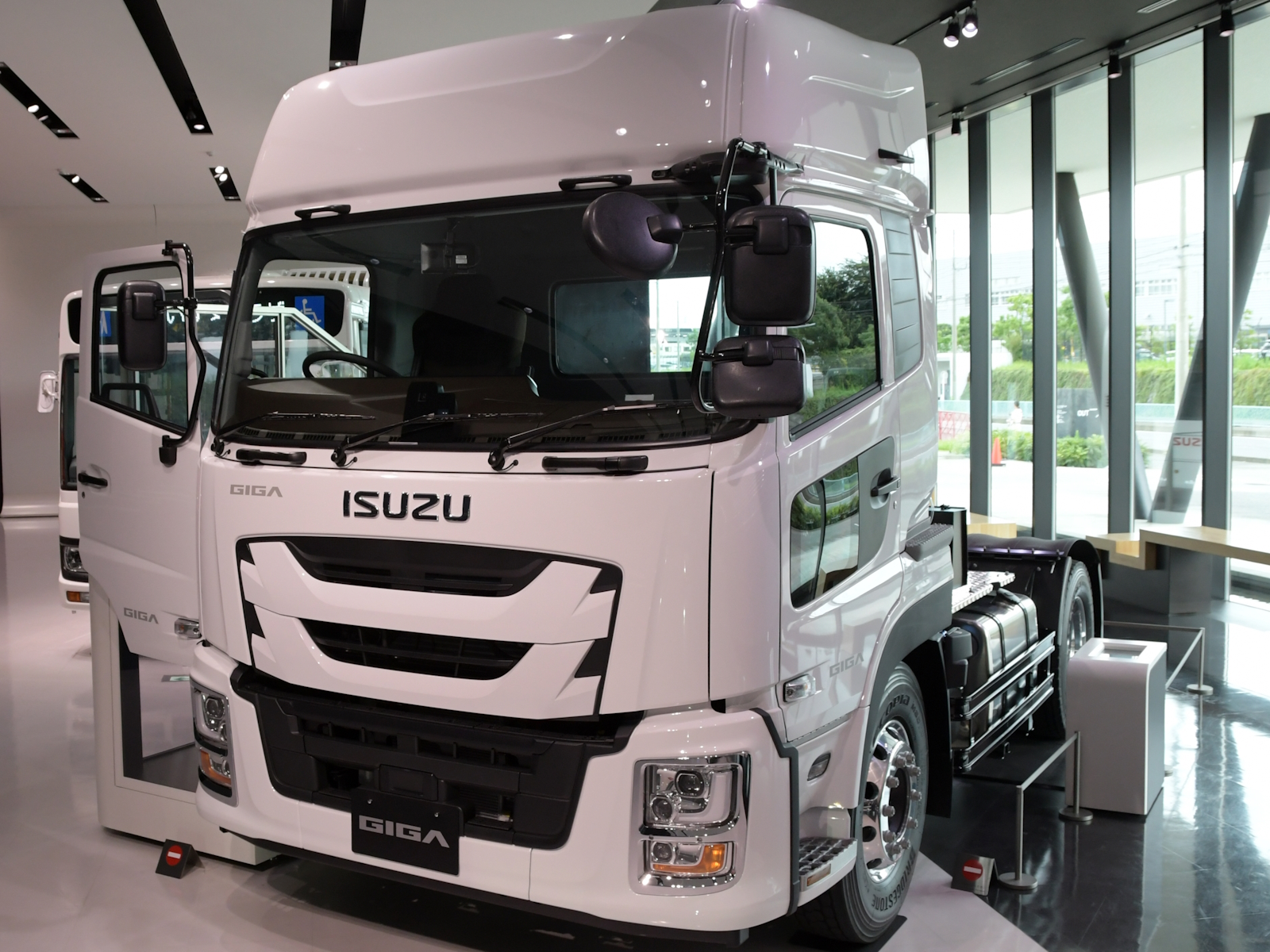
Isuzu Giga ІІІ (з 2023)

В 2007 році Isuzu Giga модернізували, змінивши зовнішній вигляд, зокрема решітку радіатора.
В 2010 році модель отримала нові фари, бампери і решітку радіатора. Тепер її відрізняє масивний бампер із солідною головною оптикою, брутальна решітка передньої панелі і наявність переднього протипідкатного силового елемента під бампером. Слід зазначити і додатковий сталевий бампер під основним. Він захищає піддон картера, навісні агрегати, для яких не передбачений штатний захист. Двигуни відповідають стандарту Євро-5.

## Друге покоління
В кінці 2015 року на Токійському автосалоні представлено друге покоління Isuzu Giga з повністю новою кабіною.
Нові вантажівки пропонується у вигляді сідлових тягачів з колісною формулою 4x2, 6x2, 6х4, шасі під різноманітне обладнання 8x4 та фургони 4x2. Giga отримало двигуни Isuzu 9,8 л 6U та 6W 15,6 л потужністю від 350 до 520 к.с. Причому першими двигунами комплектуються автомобілі з колісною формулою 4x2 та 8x4, а сідлові тягачі оснащаються більше двигуном 15,6 л.
Всі вантажні автомобілі оснащені трансмісією ZF Ecosplit4 нової генерації з 16 передачами для тягачів та 8 передач для шасі.

## Модельний ряд

### C-Серія
- CVR (4 x 2)
- FRR (4x2)
- FTR (4x2)
- FVR (4x2)
- FVM (6x2)
- CXM (6 x 2)
- CYM (6 x 2), повна маса транспортного засобу: понад 20 тон
- CYL (6 x 2), повна маса транспортного засобу: 20 тон
- CXG (6 x 2 з 2 передніми осями), повна маса транспортного засобу: 20 тон
- CXE (6 x 2 з 2 передніми осями)
- CYG (6 x 2 з 2 передніми осями), повна маса транспортного засобу: 20 тон
- CYE (6 x 2 з 2 передніми осями), повна маса транспортного засобу: 20 тон
- CXZ (6 x 4)
- FVZ (6x4)
- CYZ (6 x 4), повна маса транспортного засобу: 20 тонн
- CYY (6 x 4), повна маса транспортного засобу: 20 тонн
- CVZ (Низький 6 х 4), повна маса транспортного засобу: 18 тон
- CXZ-J (Низький 6 х 4)
- CYZ-J (Низький 6 х 4), повна маса транспортного засобу: 20 тон
- CYY-J (Низький 6 х 4), повна маса транспортного засобу: 20 тон
- CXH (Низький 8 х 4)
- CYH (Низький 8 х 4), повна маса транспортного засобу: 20 тон
- CYJ (Низький 8 х 4), повна маса транспортного засобу: 20 тон

### E-Серія
- Isuzu EXR (4х2)
- Isuzu EXD (4х2)
- Isuzu FVR TH (4x2)
- Isuzu FVM TH (6x2)
- Isuzu FVZ TH (6x4)
- Isuzu EXZ (6х4)
- Isuzu EXY (6х4)

### Двигуни
- Isuzu 6UZ1 9.839 см3 Р6 325/330/380/400 к.с.
- Isuzu 6WA1 12.068 см3 Р6
- Isuzu 6WF1 14.256 см3 Р6 370/385 к.с.
- Isuzu 6WG1 15.681 см3 Р6 425/453/520/530 к.с.
- Isuzu 8PE1 15.000 см3 Р8
- Isuzu 10PE1 19.001 см3 V10 360 к.с.
- Isuzu 12PE1 22.801 см3 V12
- Isuzu 8TD1 24.312 см3 Р8 410/450/480 к.с.
- Isuzu 10TD1 30.390 см3 V10 600 к.с. (найпотужніша вантажівка Японії)